# Franko Nakić
Franko Nakić (in greco Φράνκο Νάκιτς?; Sebenico, 9 giugno 1972) è un ex cestista croato naturalizzato greco.

## Palmarès
- Campionato greco: 5

Olympiakos: 1992-93, 1993-94, 1994-95, 1995-96, 1996-97
- Campionato tedesco: 1

Alba Berlino: 1998-99
- Coppa di Grecia: 2

Olympiakos: 1993-94, 1996-97
- Coppa di Germania: 1

Alba Berlino: 1999
- Coppa dei Campioni: 1

Olympiakos: 1996-97